# Gelbkehl-Tropfenvogel
Der Gelbkehl-Tropfenvogel (Nicator vireo) ist eine von drei Arten der Tropfenvögel.
Der Vogel kommt vom Süden Kameruns bis Gabun, vom Norden Angolas bis zum äußersten Westen Ugandas vor.

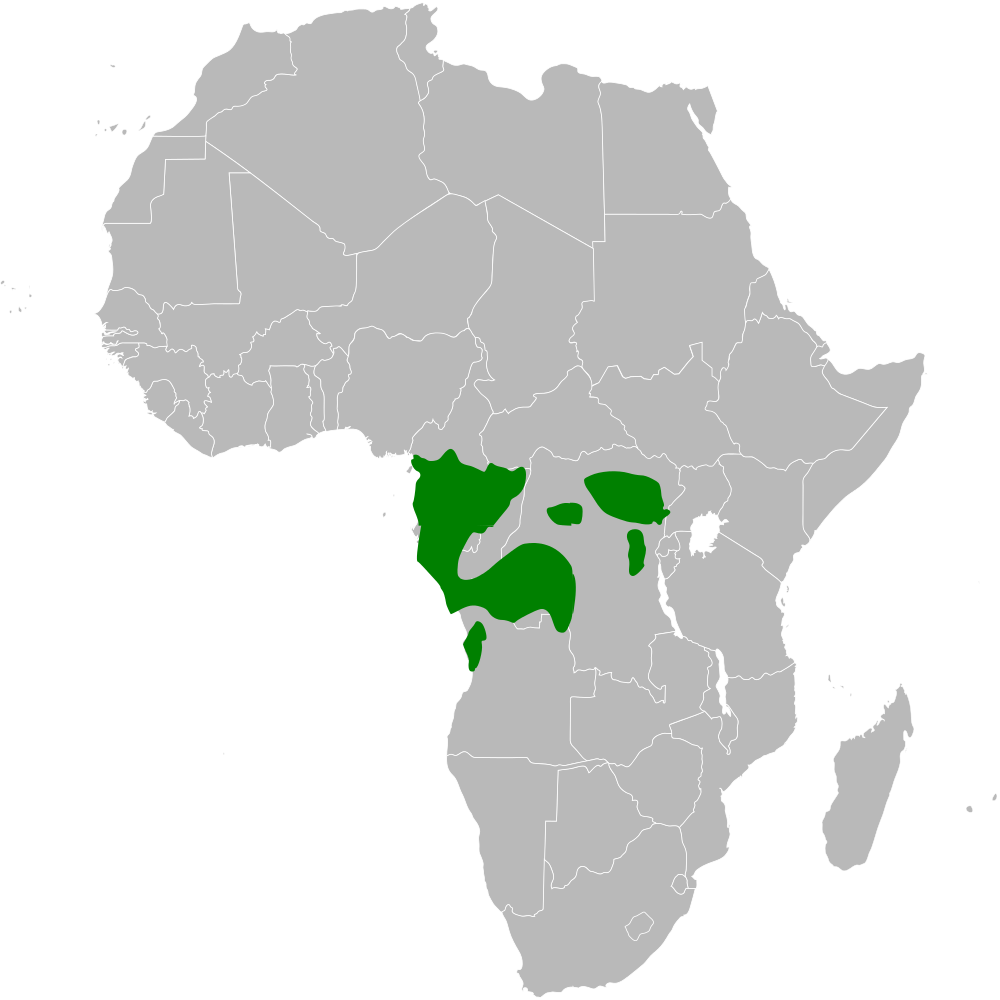
Verbreitung des Gelbkehl-Tropfenvogels

Der Lebensraum umfasst afrikanischen tropischen Regenwald, Primärwald und alten Sekundärwald, auch verlassene Kulturlandschaft sowie Waldreste in Kaffeeplantagen bis 870 m in der Demokratischen Republik Kongo und bis 900 m Höhe in Uganda.
Der Artzusatz kommt von lateinisch virere ‚grün sein‘ wegen der Schnabelform und Kopfzeichnung.

## Merkmale
Rein äußerlich sind sich alle drei Tropfenvogelarten ziemlich ähnlich (siehe gemeinsame Merkmale aller Tropfenvögel). Der Gelbkehl-Tropfenvogel unterscheidet sich aber von den beiden anderen Arten durch die geringere Größe, einen gelben Kehlfleck, einen deutlichen gelben Überaugenstreif und eine insgesamt gelbere Grundtönung, z. B. in den allen Tropfenvögeln gemeinsamen relativ großen hellen Flecken, die bei den anderen Tropfenvögeln eher cremefarben wirken.

## Stimme
Der Gesang des Gelbkehl-Tropfenvogel ist stärker wiederholend als der des Braunkopf-Tropfenvogels, aber ebenfalls melodiös und insgesamt etwas weniger stark aus unterbrochenen Einzellauten zusammengesetzt.

## Unterarten
Die Art wird als monotypisch betrachtet. Nicator vireo tando Serle, 1952 und Nicator vireo excelsior Meise 1958 werden heute als Synonym zur Nominatform betrachtet.

## Bestand
Der Bestand gilt als „nicht gefährdet“ (least Concern).

## Etymologie und Forschungsgeschichte
Die Erstbeschreibung des Gelbkehl-Tropfenvogels erfolgte 1876 durch Jean Louis Cabanis unter dem wissenschaftlichen Namen Nicobar Vireo. Bereits 1870 führte Otto Finsch und Gustav Hartlaub die für die Wissenschaft neue Gattung Nicobar ein.